# Kim Se-young
Kim Se-young (ur. 4 czerwca 1981 w Pusan) – południowokoreańska siatkarka grająca jako środkowa.

## Sukcesy reprezentacyjne
Mistrzostwa Azji:
- 2001
- 2003, 2011

Igrzyska Azjatyckie:
- 2010